# Inżenerne (obwód zaporoski)
Inżenerne (ukr. Інженерне) – wieś na Ukrainie, w obwodzie zaporoskim, w rejonie połohowskim, w hromadzie Połohy. W 2001 liczyła 1003 mieszkańców.